# Рентгеноскопия
Рентгеноскопия (рентгеновское просвечивание) — метод рентгенологического исследования, при котором изображение объекта получают на светящемся (флюоресцентном) экране.

## Принцип получения
С момента открытия рентгеновского излучения для рентгеноскопии применялся флюоресцентный экран, представлявший собой в большинстве случаев лист картона с нанесённым на него специальным флюоресцирующим веществом. В современных условиях применение флюоресцентного экрана не обосновано в связи с его малой светимостью, что вынуждает проводить исследования в хорошо затемнённом помещении и после длительной адаптации исследователя к темноте (10-15 минут) для различения малоинтенсивного изображения. Вместо классической рентгеноскопии применяется рентгенотелевизионное просвечивание, при котором рентгеновские лучи попадают на УРИ (усилитель рентгеновского изображения), в состав последнего входит ЭОП (электронно-оптический преобразователь). Получаемое изображение выводится на экран монитора. Вывод изображения на экран монитора не требует световой адаптации исследователя, а также затемнённого помещения. В дополнение возможна дополнительная обработка изображения и его регистрация на видеоплёнке или памяти аппарата.
Также рентгенотелевизионное просвечивание позволяет существенно снизить дозу облучения исследователя за счёт вынесения рабочего места за пределы комнаты с рентгеновским аппаратом.

## Преимущества рентгеноскопии
Главным преимуществом перед рентгенографией является факт исследования в реальном масштабе времени. Это позволяет оценить не только структуру органа, но и его смещаемость, сократимость или растяжимость, прохождение контрастного вещества, наполняемость. Метод также позволяет достаточно быстро оценить локализацию некоторых изменений за счёт вращения объекта исследования во время просвечивания (многопроекционное исследование). При рентгенографии для этого требуется проведение нескольких снимков, что не всегда возможно (пациент ушёл после первого снимка, не дождавшись результатов; большой поток пациентов, при котором делаются снимки только в одной проекции).
Рентгеноскопия позволяет контролировать проведение некоторых инструментальных процедур — постановка катетеров, ангиопластика (см. ангиография), фистулография. Рентгеноскопия является важной и неотъемлемой частью гибридной операционной.

## Недостатки рентгеноскопии
- Относительно высокая доза облучения по сравнению с рентгенографией — практически нивелирован с появлением новых цифровых аппаратов, снижающих дозовую нагрузку в сотни раз.
- Низкое пространственное разрешение — также значительно улучшено с появлением цифровых аппаратов.

## Цифровые технологиив рентгеноскопии
Главными отличиями от пленочных рентгенографических технологий являются способность производить цифровую обработку рентгеновского изображения и сразу выводить на экран монитора или записывающее устройство с записью изображения, например, на бумагу.
Цифровые технологии в рентгеноскопии можно разделить на:
- полнокадровый метод;
- сканирующий метод.

### Полнокадровый метод
Этот метод характеризуется получением проекции полного участка исследуемого объекта на рентгеночувствительный приёмник (плёнка или матрица) размера близкого к размеру участка.
Главным недостатком метода является рассеянное рентгеновское излучение.
При первичном облучении всего участка объекта (например, тело человека) часть лучей поглощается телом, а часть рассеивается в стороны, при этом дополнительно засвечивает участки, поглотившие первоначально прошедшие рентгеновские лучом. Тем самым уменьшается разрешающая способность, образуются участки с засветкой проецируемых точек. В итоге получается рентгеновское изображение с уменьшением диапазона яркостей, контрастности и разрешающей способности изображения.
При полнокадровом исследовании участка тела одновременно облучается весь участок. Попытки уменьшить величину вторичного рассеянного облучения применением радиографического растра приводит к частичному поглощению рентгеновских лучей, но и увеличению интенсивности источника, увеличению дозировки облучения.

### Сканирующий метод
В этом методе можно выделить:
- однострочный сканирующий метод;
- многострочный сканирующий метод.

Однострочный сканирующий метод
Наиболее перспективным является сканирующий метод получения рентгеновского изображения. То есть рентгеновское изображение получают движущимся с постоянной скоростью определённым пучком рентгеновских лучей. Изображение фиксируется построчно (однострочный метод) узкой линейной рентгеночувствительной матрицей и передаётся в компьютер. При этом в сотни и более раз уменьшается дозировка облучения, изображения получаются практически без потерь диапазона яркости, контрастности и, главное, объёмной (пространственной) разрешающей способности.
Многострочный сканирующий метод
Многострочный метод сканирования более эффективен, чем однострочный. При однострочном методе сканирования из-за минимальной величины размера пучка рентгеновского луча (1—2 мм), ширины однострочной матрицы 100 мкм, наличия разного рода вибраций, люфта аппаратуры, получаются повторные облучения.
Применив многострочную технологию сканирующего метода, удалось в сотни раз уменьшить вторичное рассеянное облучение и во столько же раз снизить интенсивность рентгеновского луча. Одновременно улучшены все прочие показатели получаемого рентгеновского изображения: диапазон яркости, контраст и разрешение. Приоритет этого метода принадлежит русским учёным и защищён патентом.

## Рентгеноскопия в ветеринарии
У крупных животных доступны для просвечивания голова, шея, грудная клетка. Область таза, бёдер и плеча из-за большой массивности тканей для просвечивания недоступна.